# Dálný sever (noviny)
Dálný sever (rusky Крайний Север) jsou nejstarší noviny čukotského autonomního okruhu. Vychází jednou týdně v nákladu 6 000 výtisků. Má přílohu v čukčštině Murgin Nutenut (Мургин Нутэнут) a od června 2009 je také v online verzi.

## Historie
Sovětskaja Čukotka vycházela od 28. října 1933 jako tiskovina okresního stranického výboru a čukotského okresního výkonného výboru.

Paralelně Sovětken Čukotka vydávala samostatné materiály v čukčštině a eskymáckém jazyce. 1. května 1953 byla založena nezávislá redakční rada časopisu Sovětken Čukotka. Rozhodnutím Magadanského oblastního výboru KSSS byla od 1. listopadu 1956 redakce Sovětken Čukotka sloučena s redakcí Sovětskaja Čukotka.
V roce 1983 Sovětskaja Čukotka při příležitosti 50. výročí jejího založení a za příkladnou práci získala Řád Odznak cti.
1. července 1990 bylo v Anadyru rozhodnutím Výkonného výboru Magadanské oblastní rady lidových zástupců č. 196 ze dne 28. června 1990 založeno nakladatelství Sovětskaja Čukotka.

Dlouhou dobu, až do roku 1993, vycházely noviny Sovětská Čukotka na čtyřech půlstranách ve formátu Pravdy, třikrát týdně v čuktštině (úterý, čtvrtek a sobota), v ruštině denně, kromě pondělí a víkendů.

Rozhodnutím vedoucího správy Čukotské autonomní oblasti č. 251 z 29. října 1993 byly noviny Sovětskaja Čukotka zrušeny. Později, 14. ledna 1994, byla nařízením č. 11 vedoucího správy regionu zřízena redakce novin Dálný sever. V dubnu téhož roku došlo k reorganizaci státního podniku Sovětské čukotské nakladatelství sloučením s redakcí novin Dálný sever.
Od roku 2008 mají noviny Dálný sever elektronickou verzi, která zveřejňuje materiály publikované v tištěném vydání.

## Přílohy regionální verze
V Dálném severu vychází resortní příloha Vedomosti. 
29. května 2001 vydal guvernér Čukotského autonomního okruhu výnos č. 53, kterým byl zřízen regionální státní podnik Vydavatelství Dálný sever, jehož hlavním úkolem bylo vydávat regionální noviny Dálný sever a regionální periodika pod záštitou Dálného severu s názvy:
- Polární hvězda (Полярная Звезда) - Chaunský rajón
- Křížová zátoka (Залив Креста) - Iultinský rajón
- Zlatá Čukotka (Золотая Чукотка) - Bilibinský rajón

## Cena a náklady
Podle nařízení vlády čukotského autonomního okruhu prodejní cena novin Dálný sever v čukotských osadách pro rok 2013 bude stejná jako v předchozích letech - 15 RUB v maloobchodě, měsíční předplatné pro individuální předplatitele bude 40 RUB, pro organizace všech forem vlastnictví - 210 RUB. Přitom ekonomicky oprávněné náklady na jednu kopii činí 184 rublů; rozdíl je kompenzován poskytnutím dotace z okresního rozpočtu.

## Korespondenti
Spisovatelé Jurij Rytcheu a Boris Borin v různých obdobích pracovali v novinách jako dopisovatelé.